# Jacana malgache
Actophilornis albinucha
Statut de conservation UICN

 EN  : En danger
Espèce

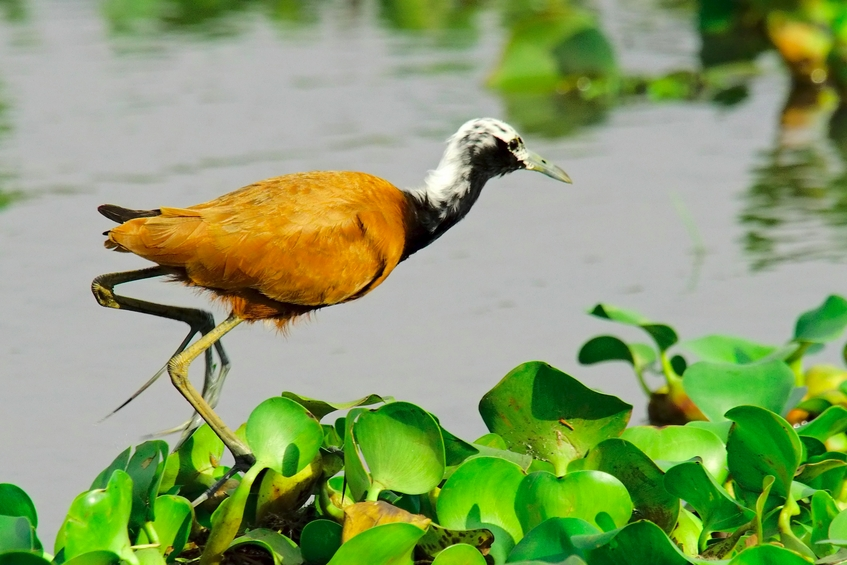
Actophilornis albinucha

Le Jacana malgache (Actophilornis albinucha) est une espèce d'oiseaux de la famille des Jacanidae qui est endémique de Madagascar. Elle est proche du Jacana à poitrine dorée.

## Aspect
Cet oiseau mesure environ 30 cm. La femelle pèse 139 g.